# 线梗拉拉藤
线梗拉拉藤（学名：Galium comari）为茜草科拉拉藤属下的一个种。

## 扩展阅读
- 維基物種上的相關：线梗拉拉藤